# Mindanao-Rattenigel
Der Mindanao-Rattenigel (Podogymnura truei) ist eine der beiden Arten der Philippinen-Rattenigel innerhalb der Igel (Erinaceidae). Er ist endemisch auf den Philippinen und lebt auf Mindanao.

## Merkmale
Der Mindanao-Rattenigel erreicht eine Kopf-Rumpf-Länge von 19,0 bis 21,1 Zentimetern und eine Schwanzlänge von 5,9 bis 7,3 Zentimetern. Er ist damit deutlich kleiner als der Dinagat-Rattenigel (Podogymnura aureospinula) und der Großen Rattenigel (Echinosorex gymnura). Im Gegensatz zum Dinagat-Rattenigel ist sein Rückenfell nicht mit Dornen durchsetzt. Weitere Unterschiede sind die fehlende Vergrößerung der Frontalregion des Schädels sowie Zahnmerkmale.

## Verbreitung

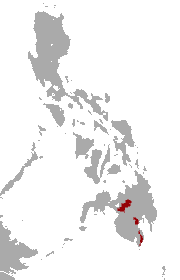
Verbreitungsgebiet von Podogymnura truei

Der Mindanao-Rattenigel ist endemisch auf den Philippinen. Sein Verbreitungsgebiet ist auf die Provinzen Bukidnon, Davao del Norte und Davao del Sur auf der Insel Mindanao beschränkt.
Die Höhenverbreitung liegt zwischen 1300 und 2900 Metern. Die Art ist vor allem bekannt aus den Bergen im Zentrum der Insel, zu denen der Mount Kitanglad gehört, aus der Region um den Berg Apo sowie die Berge im Süden der Insel. Verbreitungsgebiete im Osten der Insel sind nicht bekannt, es wird jedoch angenommen, dass die Art auch in den bergigen Gegenden dieser Inselregion vorkommt.

## Lebensweise
Über die Lebensweise des Mindanao-Rattenigels liegen nur sehr wenige Informationen vor. Die Art kommt vor allem in höher gelegenen älteren Waldbeständen (Primärwald) und Feuchtwäldern vor. Seine Anpassungsfähigkeit an veränderte Gebiete ist unbekannt, da der größte Teil seiner Habitate ursprünglicher Natur ist.

## Systematik
Der Mindanao-Rattenigel wird als eine der beiden Arten der Philippinen-Rattenigel (Podogymnura) innerhalb der Igel (Erinaceidae) zugeordnet. Unterarten sind nicht beschrieben. Die nächstverwandte Art ist der Dinagat-Rattenigel (Podogymnura aureospinula), die vor allem auf Dinagat anzutreffen ist. Die Erstbeschreiber von Podogymnura aureospinula stellen dar, dass die Einordnung der beiden Arten in jeweils eine eigene, dann monotypische, Gattung aufgrund der Merkmale und Unterschiede ebenfalls vertretbar wäre.

## Gefährdung und Schutz
Die Art wird von der International Union for Conservation of Nature and Natural Resources (IUCN) als nicht gefährdet (least concern) gelistet. Begründet wird dies durch das sehr regelmäßige Vorkommen der Art innerhalb ihres Verbreitungsgebietes sowie dadurch, dass die genutzten Habitate keiner akuten Gefährdung ausgesetzt sind. Der Mindanao-Rattenigel wird als häufigste Kleinsäugerart am Mount Kalatungan bezeichnet, zudem ist sie häufig in den höheren Regionen des Bergs Apo. Die Bergwälder sind von geringem kommerziellem Wert, dadurch ist eine Entwaldung im Verbreitungsgebiet unwahrscheinlich.

## Belege
1. 1 2 3  Lawrence Richard Heaney, Gary S. Morgan: A new species of gymnure (Podogymnura) from Dinagat Island, Philippines (Mammalia: Erinaceidae). In: Proceedings of the Biological Society of Washington. Bd. 95, 1982, ISSN 0006-324X, S. 13–26.
2. 1 2 3 4 5 6  Podogymnura truei in der Roten Liste gefährdeter Arten der IUCN 2012.2. Eingestellt von: L. Heaney, D. Balete, M. Tabao, 2008. Abgerufen am 9. Januar 2013.
3. 1 2  Podogymnura truei (Memento des Originals vom 9. November 2013 im Internet Archive)  Info: Der Archivlink wurde automatisch eingesetzt und noch nicht geprüft. Bitte prüfe Original- und Archivlink gemäß Anleitung und entferne dann diesen Hinweis.. In: Don E. Wilson, DeeAnn M. Reeder (Hrsg.): Mammal Species of the World. A taxonomic and geographic Reference. 2 Bände. 3. Auflage. Johns Hopkins University Press, Baltimore MD 2005, ISBN 0-8018-8221-4.